# Esztergomi prímási pincerendszer
Az esztergomi Várhegy alatt a 19. században kialakított hatalmas prímási pincerendszerben, vagy röviden a Prímás Pincében működik az érsekség által létrehozott, a történelmi Magyarország tizenkét borvidékét bemutató bormúzeum, ami 2010-ben nyitotta meg kapuit.

## Leírása

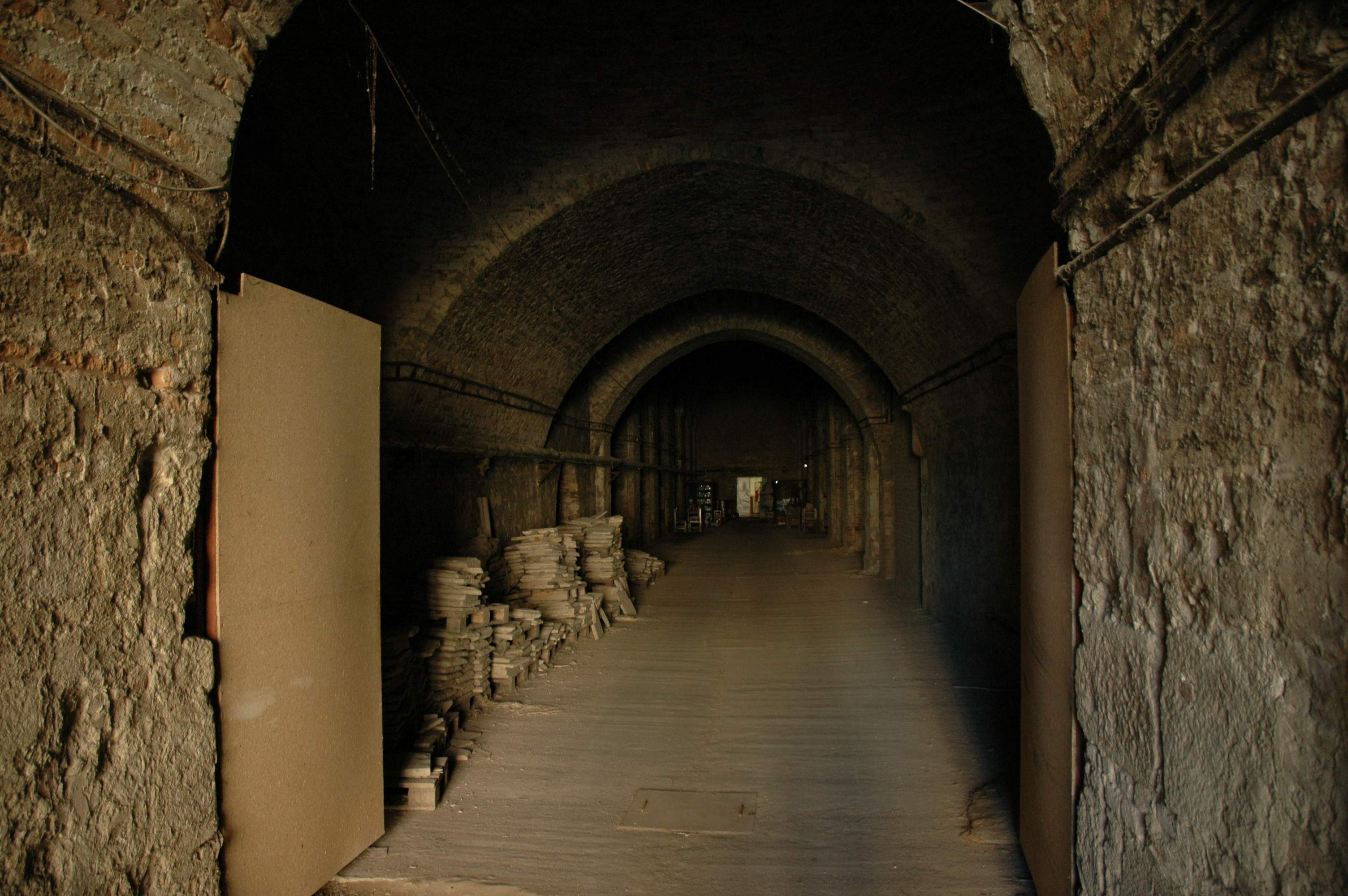
Felújítás előtt

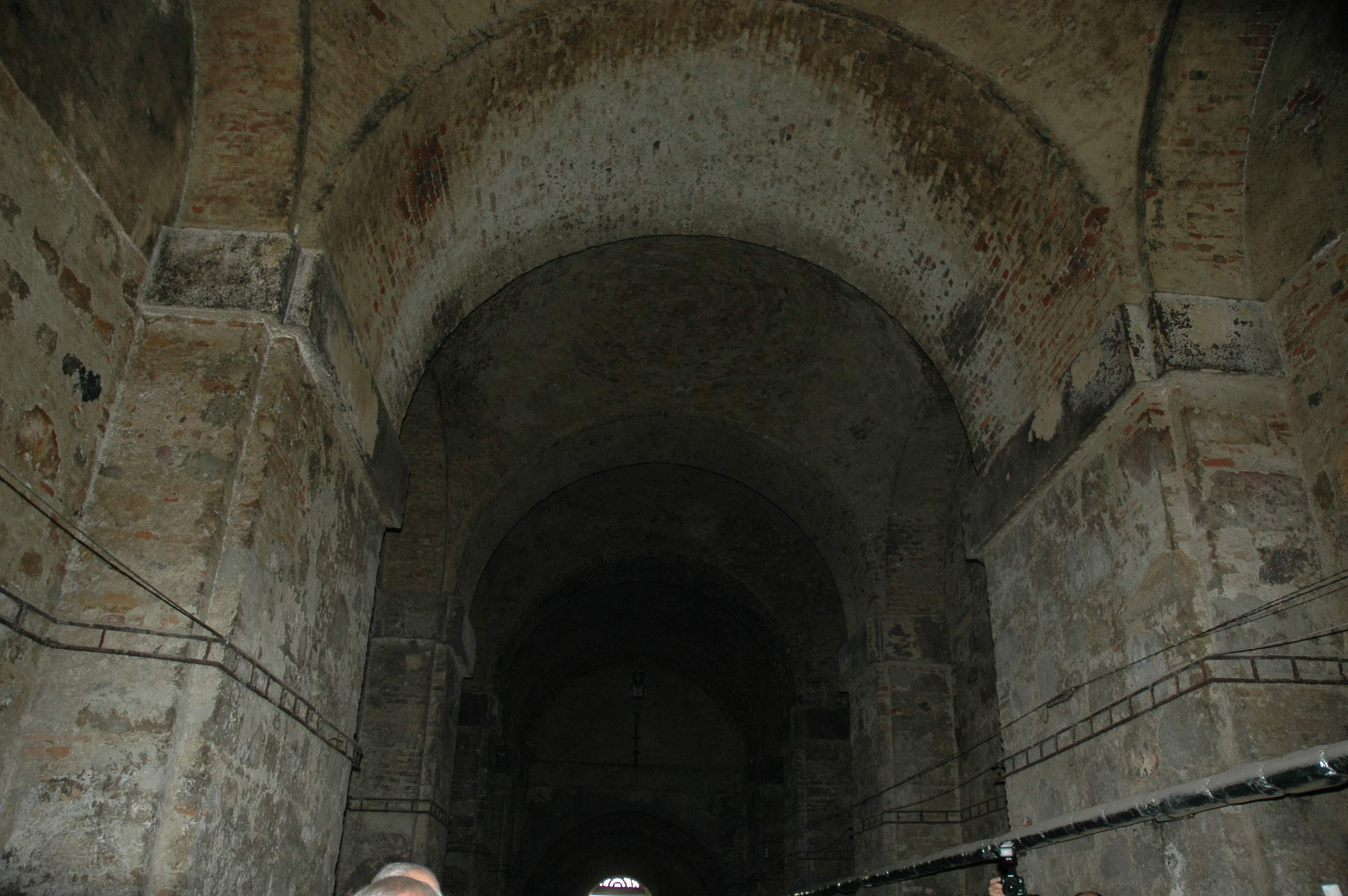
A boltozat

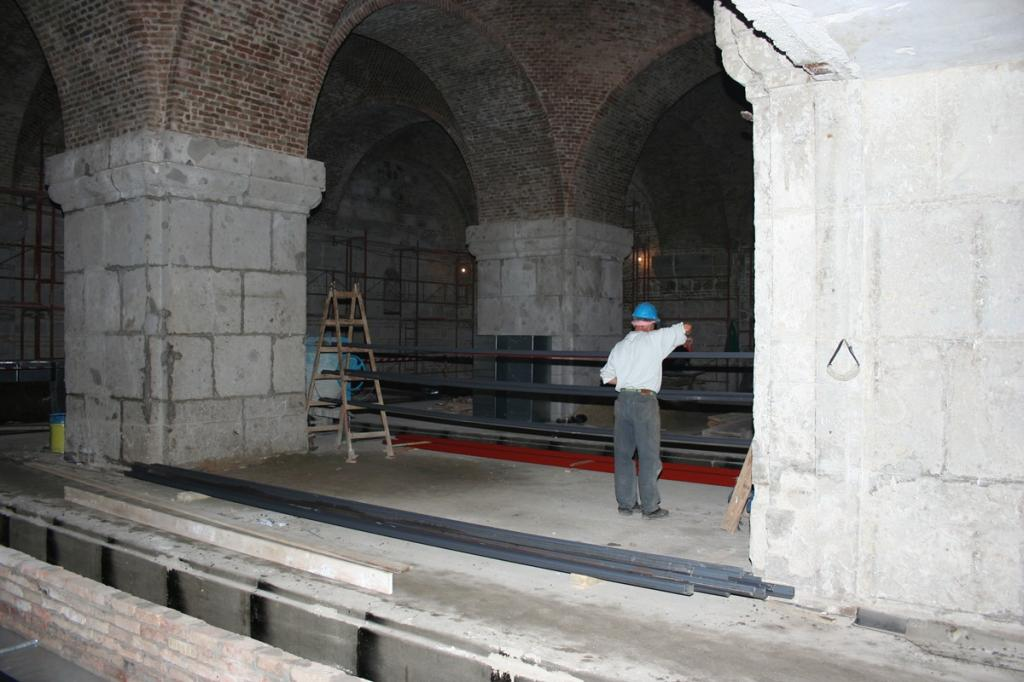
Felújítások 2009 nyarán

A Várhegy és a bazilika alatt húzódó klasszicista pincerendszer összesen 3700 négyzetméteres. A Sötétkapu nevű alagút szeli ketté. Az alagút két végén 2-2 bejárat nyílik a boltíves építménybe, valamint egy-egy nagyobb bejárat található a Várhegy rámpájának északi és déli oldalán. A pincét lezáró cseh süveg boltozatokat a körítő falak, valamint a 28 db belső pillér támasztja alá. A boltozatokon 5–7 méter magas földfeltöltés épült a rámpa tervezett kialakítása érdekében. Belmagassága 11 méter.

## Története
A műemléki pincerendszert a főszékesegyház építésekor alakították ki az 1800-as évek közepén, hogy az Esztergomi érsekség területéről érkező borokat tárolják itt, illetve a Várhegy mesterséges rámpájának kialakításakor a feltöltés mértékét csökkentsék. A Prímási Levéltár bortári számadásai szerint még a 20. században is nagy szerepe volt a bornak mint természetbeni juttatásnak. A bazilika karigazgatójának 1873-ban egy évre 11,48 hektoliter bort utaltak ki. Egy zenész 1-4 hektoliter, egy énekes 1-2 hektoliter fehérbort kapott. A listák név szerint felsorolták a művészeket, a karnagytól az orgonafújtatóig. 1876-ban a Prímási Számvevői Hivatal részére két liter vörösbort adtak ki tinta készítésére. A trianoni döntés után az érsekség nagy része az újonnan alakult Csehszlovákia területéhez került, így a pincerendszer funkcióját vesztette. Ma az egyházmegyének nincsenek mezőgazdasági területei, nem folytat szőlőtermelést. Az ötvenes évektől a szomszédos Ószeminárium épülete katonai funkciót töltött be, így az egész környéket lezárták, és megközelíthetetlen lett a pince is.
Egyes részein zöldségraktár és elosztó működött. A hegy rámpájának déli oldalában ma is étterem működik, de az épületegyüttes többi része kihasználatlan maradt. 2006-ra – a bazilika felszentelésének 150. évfordulójára – a Szent István tér egy része, az Ószeminárium, a Sötétkapu és némelyik környező épület felújítása megtörtént. 2006. szeptember 2-áig a pincerendszer nagy részébe viszont még nem lehetett bemenni.
A pincerendszer szigetelés nélkül készült. A tömörödött agyagos feltöltés több mint száz évig megvédte a boltozatokat a talajba jutott csapadékvíztől. A legújabb kori közműfektetések megbontották a régi szigetelő réteget, ezért a boltozatok ázni kezdtek.
Az épületegyüttes az évek alatt annyira rossz állapotba került, hogy vizesedése a pincerendszer statikai állapotát és a bazilika altemplomát is veszélyeztette.
2007 májusában, amikor dr. Erdő Péter esztergomi érsek megalapította a Prímási Borrendet, melynek központjául a hosszú ideje kihasználatlan pincerendszert kívánta megtenni. Tervei szerint itt fogják tárolni a Kárpát-medence legkiválóbb borászainak munkáit „Vinum Primatis” (Prímás bora) márkanév alatt. Először ekkor fogalmazódott meg felújítás szándéka. Ezután állították össze a pályázatot és készítették el a felújítási terveket.
2007 júliusában Gyurcsány Ferenc bejelentette, hogy a pincerendszert az induló második Nemzeti Fejlesztési Terv keretében felújítják, mint a 271 kiemelt projekt egyikét. A beruházás körülbelül egymilliárd forintba fog kerülni. A kérdéses tulajdonviszonyok és használati jogok rendezése megkezdődött. A támogatási szerződést 2008. augusztus 18-án írták alá a Szent Adalbert Központ fogadótermében Erdő Péter és Bajnai Gordon jelenlétében. A restaurálás 2009 áprilisában kezdődött meg. A szigetelési munkálatokkal egy időben elvégezték a Sötétkapu boltozatának tisztítását és pótlását, tereprendezést végeztek a hegyen, akadálymentes vizesblokkot építettek, egy panorámalift készítésével hidalták át a Várhegy jelentős szintkülönbségeit, átalakították a korlátokat, valamint 58 különböző magasságú, archaikus, mészkő oszloptöredéket helyeztek el a hegyen, amik ülőfelületként szolgálnak.
Az átadása 2010. július 1-jén volt. Turisztikai fogadóközpontként működik az épületkomplexum, ami kávézót, borozót és üzleteket is magában foglal, de a Prímási Borrend ülései is itt lesznek. Itt mutatják be a magyar szőlészet és borászat emlékeit, történetét, 180 magyar borfajtát lehet megkóstolni. A pincerendszert és a vendéglátó egységeket lift köti össze a bazilikával.

## Galéria

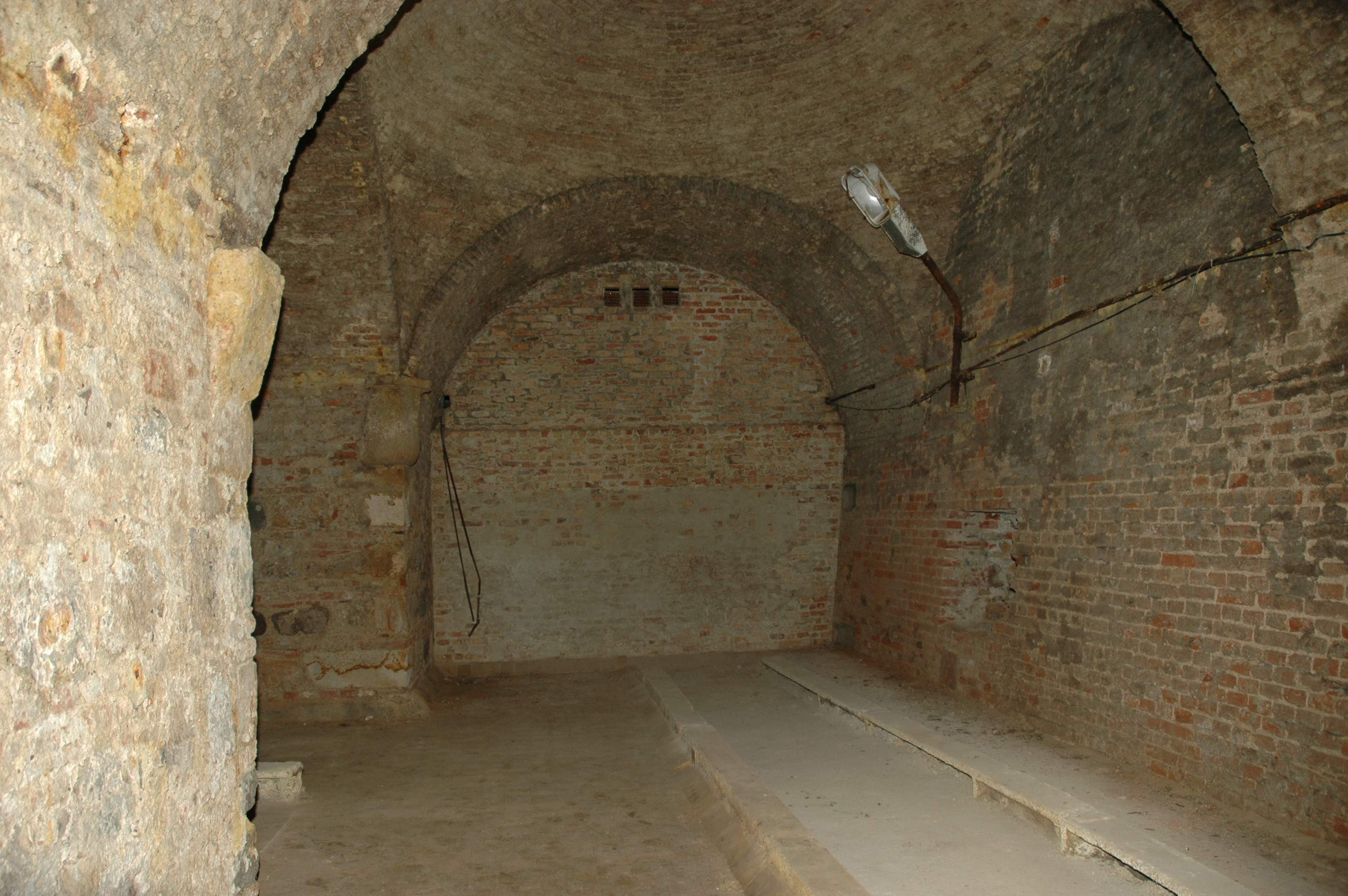
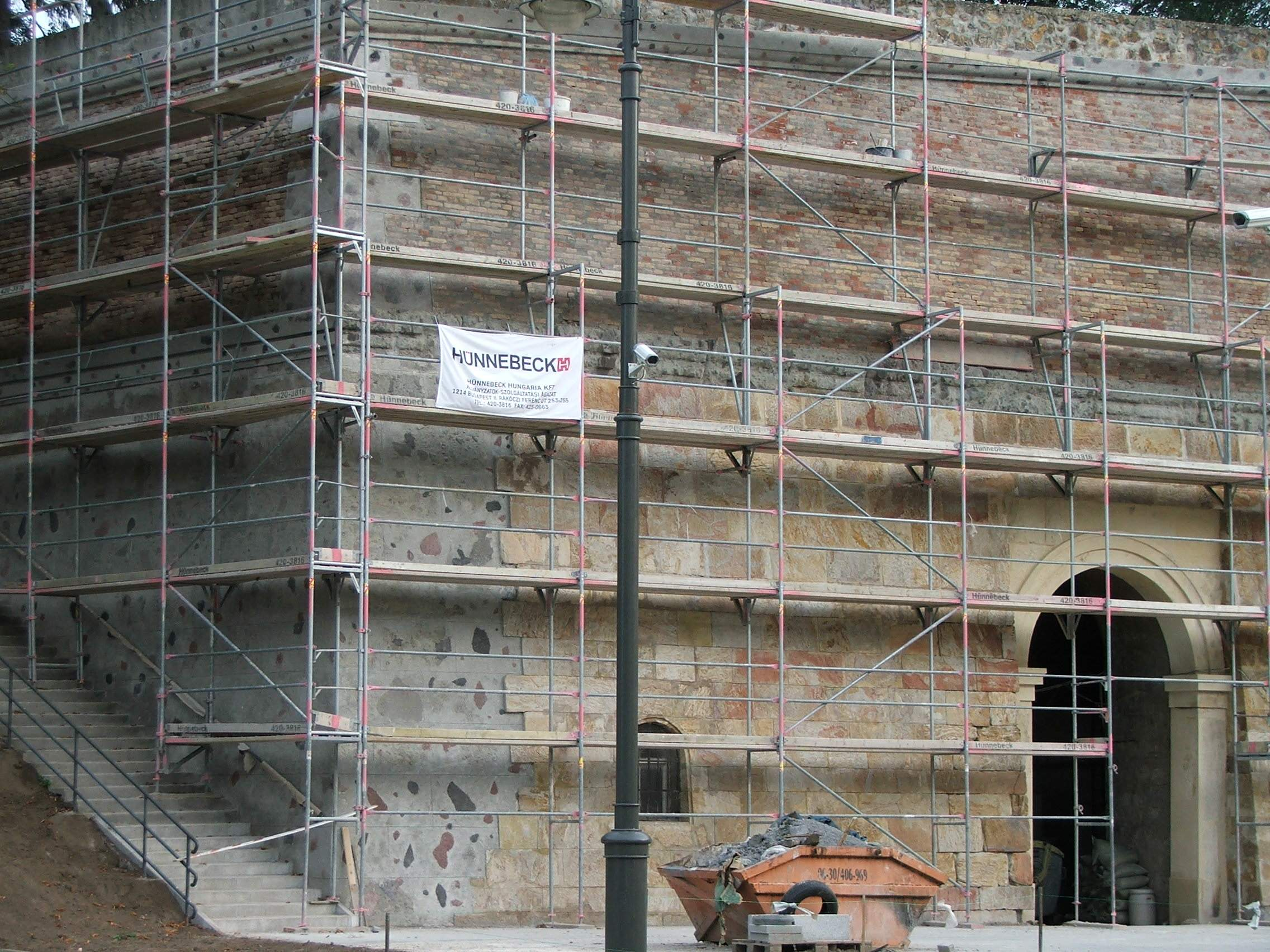
A „Kávézó és Ajándékbolt” bejáratának felújítása